# Peribatodes rhomboidaria
Boarmie rhomboïdale
Pour les articles homonymes, voir Phalène.
Espèce
Peribatodes rhomboidaria, la Boarmie rhomboïdale ou Phalène à losanges est une espèce de lépidoptères (papillons) de la famille des Geometridae, de la sous-famille des Ennominae.

## Description
Imago : fond gris enfumé ou jaunâtre. La ligne médiane des ailes antérieures forme une anse. Antennes du mâle fortement bipectinées (contrairement à celles du géométridé assez semblable, la Boarmie crépusculaire (Ectropis crepuscularia) qui ne sont pas du tout pectinées).
Chenille : brun rougeâtre. L'insecte, ailes ouvertes, se confond avec son entourage : la ressemblance avec une écorce est troublante. La chenille mime parfaitement une brindille.

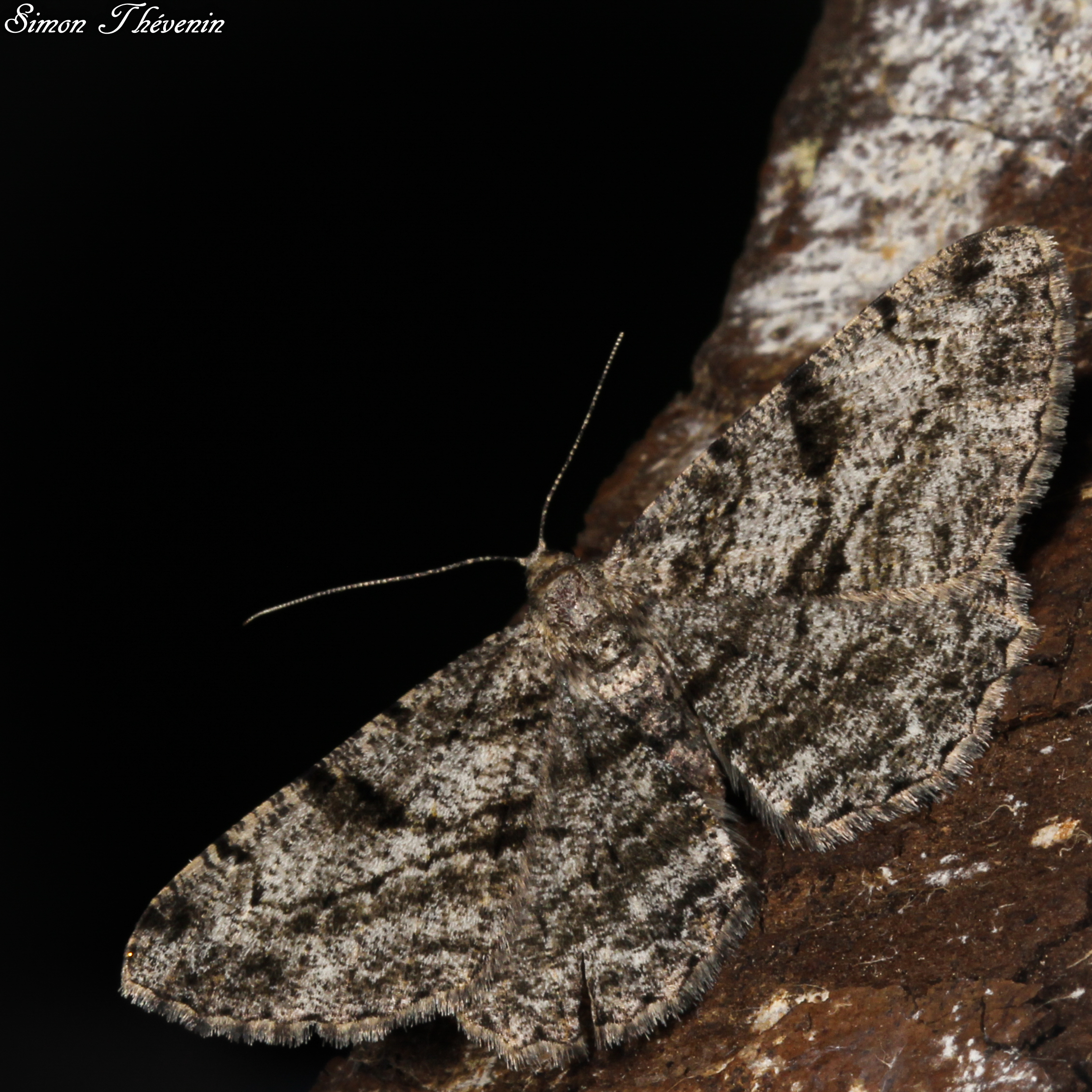
Peribatodes rhomboidaria femelle

## Biologie
Chenille polyphage. Effectifs fluctuants. Bivoltin, l'imago est visible de mai à juillet puis d'août à septembre. Pontes généralement en août, éclosion au début de l'automne, avant hibernation. Au printemps, les chenilles se réalimentent pour achever leur développement en mai. Les cocons sont tissés sur les branches de la plante nourricière.

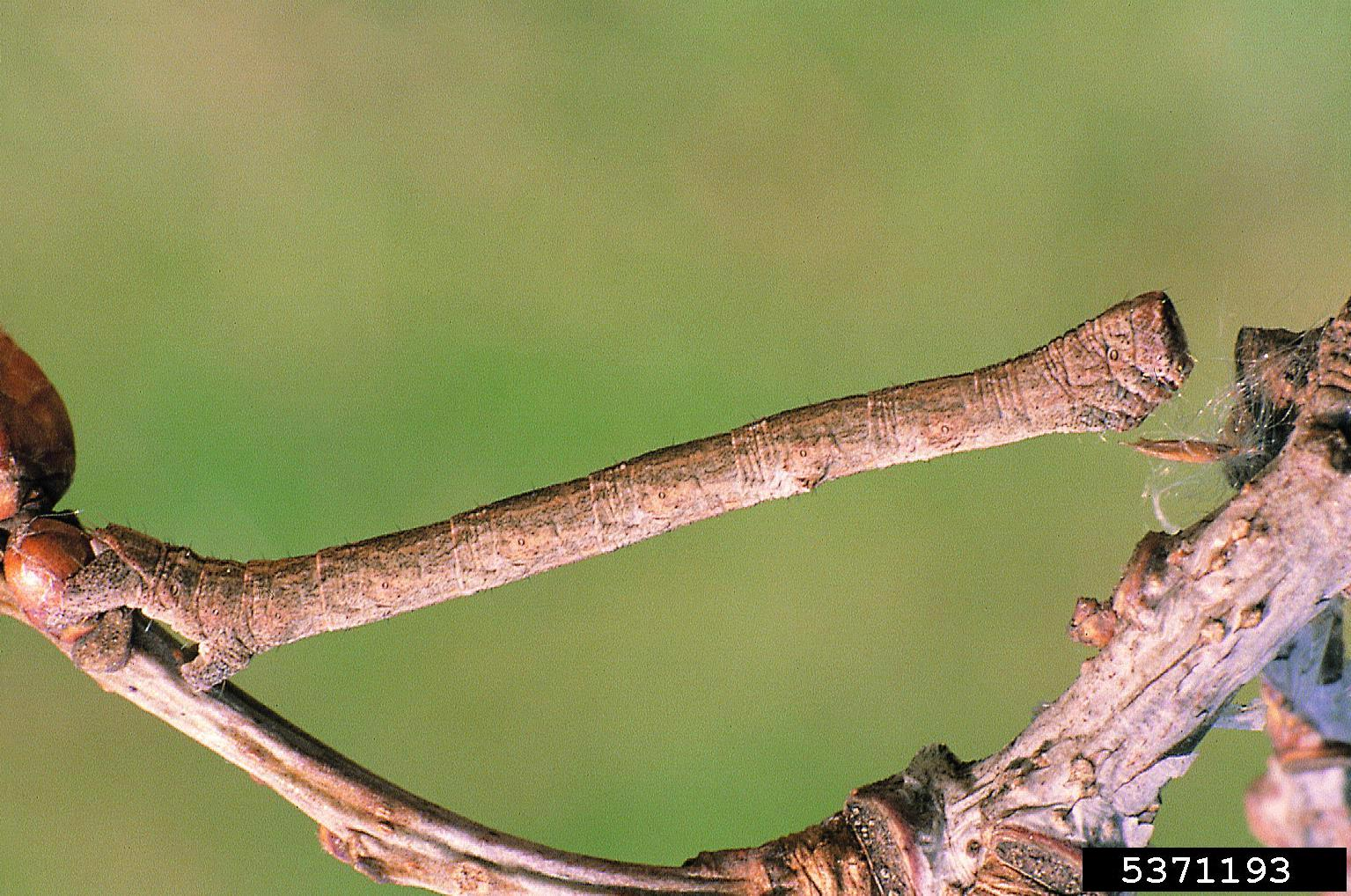
Chenille

## Habitat
Forêts claires de feuillus, vergers, lisières, haies, parcs, jardins, berges.
Plantes-hôtes : arbres fruitiers, Prunellier, Clématites, Sorbier des oiseleurs, Myrtille, Hélianthèmes, Millepertuis, Lierre, Bouleaux, Aubépines, Troènes, Lilas, Chèvrefeuilles, Chênes, Frêne, etc.

## Distribution géographique
Pratiquement toute l'Europe. Toute la France.

## Synonymes
- Boarmia corsicaria Schawerda, 1931
- Boarmia defloraria Dannehl, 1928
- Peribatodes dragone de Laever & Parenzan, 1985
- Boarmia psoralaria Millière, 1885
- Boarmia syritaurica Wehrli, 1931
- Geometra rhomboidaria Denis & Schiffermüller, 1775